# Dalgopol
Dalgopol (en búlgaro: Дългопол) es una ciudad de Bulgaria en la provincia de Varna.

## Geografía
Se encuentra a una altitud de 32 m s. n. m. a 456 km de la capital nacional, Sofía.

## Demografía
Según estimación 2012 contaba con una población de 4 875 habitantes.
|         | 2004  | 2005  | 2006  | 2007  | 2008  | 2009  | 2010  |
| Mujeres | 2 563 | 2 541 | 2 530 | 2 488 | 2 468 | 2 425 | 2 400 |
| Varones | 2 551 | 2 543 | 2 500 | 2 467 | 2 435 | 2 404 | 2 381 |
| Total   | 5 114 | 5 084 | 5 030 | 4 955 | 4 903 | 4 829 | 4 781 |